# John Butler (2e marquis d'Ormonde)
Pour les articles homonymes, voir John Butler (homonymie) et Butler.
John Butler (24 août 1808 - 25 septembre 1854) est un homme politique et pair irlandais.

## Famille

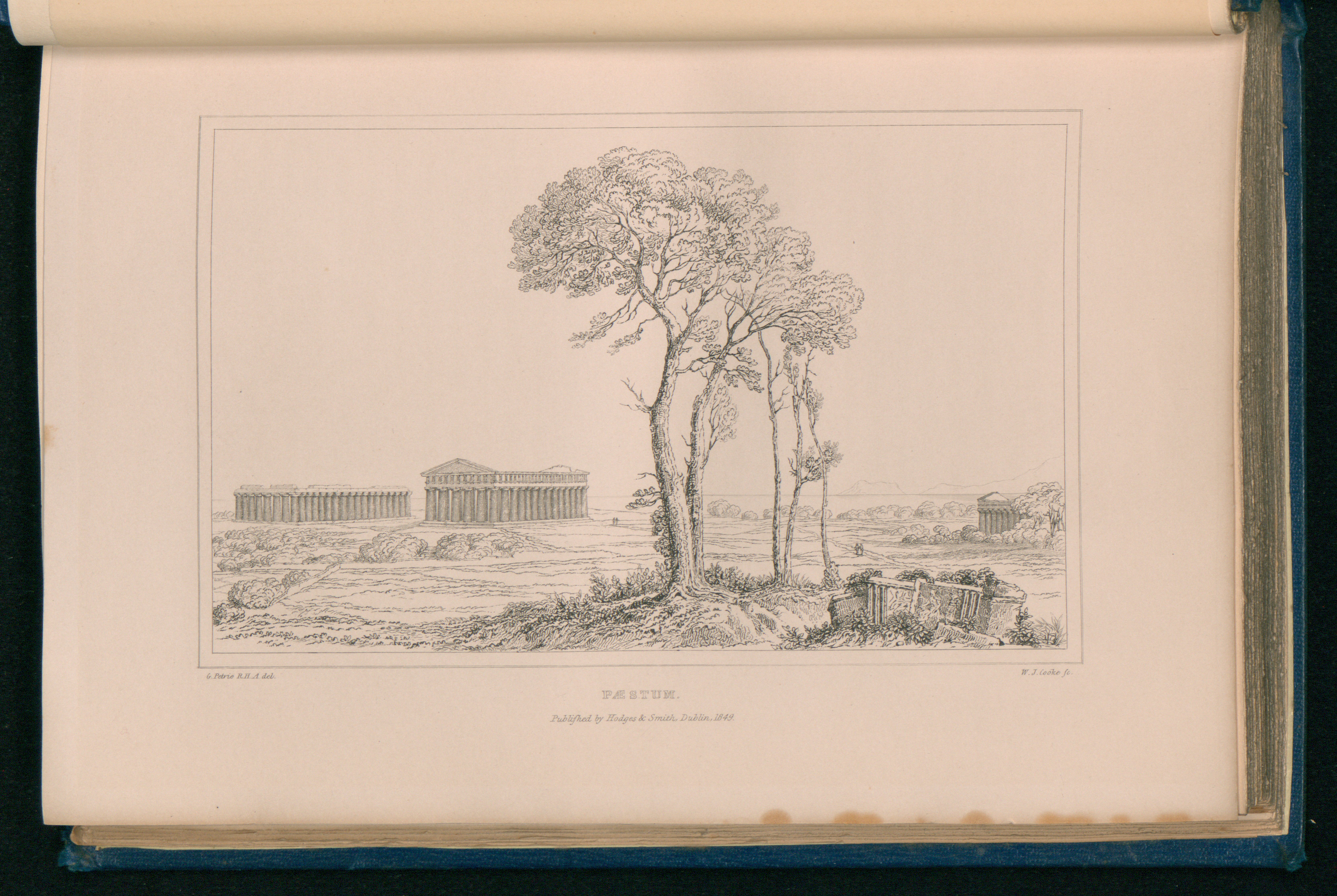
Un automne en Sicile (1850)

Il est le fils de James Butler, 1er marquis d'Ormonde et Grace Louisa Staples. Il épouse Frances Jane Paget, fille du général Hon. Sir Edward Paget, GCB et Lady Harriet Legge, le 19 septembre 1843 ,. 
Il occupe le poste de Lord-in-waiting entre 1841 et 1852 et entre 1853 et 1854 Il est investi en tant que Chevalier de l'Ordre de St Patrick (KP) en 1845. Il est élu membre du Parlement (MP) pour le comté de Kilkenny en 1830, et occupe le siège jusqu'en 1832 . 
Il est l'auteur d'un automne en Sicile, Dublin: Hodges et Smith, 1850 

## Mariage et enfants
Le marquis et la marquise ont quatre fils et deux filles: 
- Le très hon. James Butler, 3e marquis d'Ormonde (1844–1919), épouse Lady Elizabeth Harriet Grosvenor, fille de Hugh Grosvenor, 1er duc de Westminster.
- Lady Mary Grace Louisa Butler (1846–1929), épouse l'hon. William Henry Fitzwilliam
- Lord James Herbert Thomas Butler (1847–1867).
- Le très hon. Arthur Butler (4e marquis d'Ormonde) (1849-1943), épouse Ellen Sprague.
- Lord Theobald Butler (en) (1852–1929), épouse Annabella Brydon et a plusieurs enfants, dont James Butler (7e marquis d'Ormonde).
- Lady Blanche Henrietta Maria Butler (1854-1914), épouse le colonel l'hon. Cuthbert Ellison Edwardes, fils du 3e baron Kensington.

Son fils aîné lui succède. Sa tombe se trouve dans la cathédrale St Canice à Kilkenny . 